# ماريبل بيردو
ماريبل بيردو (بالإسبانية: Maribel Verdú)‏ (و. 1970 – م) هي ممثلة من إسبانيا . ولدت في مدريد .

## جوائز وترشيحات
حصلت على جوائز منها:
- جائزة جويا لأفضل ممثلة [الإنجليزية]‏، عن عمل:سنو وايت (2013)
- جائزة جويا لأفضل ممثلة [الإنجليزية]‏، عن عمل:Seven Billiard Tables (2008)
- جائزة أرييل لأفضل ممثلة [الإنجليزية]‏، عن عمل:متاهة بان (2007).

ترشحت لـ:
- Goya Award for Best Supporting Actress، عن عمل:15 Years and One Day (2014)
- Goya Award for Best Actress، عن عمل:سنو وايت (2013)
- Goya Award for Best Supporting Actress (2012)
- Goya Award for Best Actress، عن عمل:Tetro (2010)
- Goya Award for Best Actress، عن عمل:The Blind Sunflowers (2009)
- Goya Award for Best Actress، عن عمل:Seven Billiard Tables (2008)
- Goya Award for Best Actress، عن عمل:متاهة بان (2007)
- Ariel Award for Best Actress، عن عمل:متاهة بان (2007)
- Goya Award for Best Actress، عن عمل:La Buena Estrella (1998)
- Goya Award for Best Supporting Actress، عن عمل:La Celestina (1997)
- Goya Award for Best Actress، عن عمل:Lovers (1992).

## روابط خارجية
- ماريبل بيردو على موقع IMDb (الإنجليزية)
- ماريبل بيردو على موقع ميتاكريتيك (الإنجليزية)
- ماريبل بيردو على موقع روتن توميتوز (الإنجليزية)
- ماريبل بيردو على موقع قاعدة بيانات الأفلام العربية
- ماريبل بيردو على موقع ألو سيني (الفرنسية)
- ماريبل بيردو على موقع تيرنر كلاسيك موفيز (الإنجليزية)
- ماريبل بيردو على موقع أول موفي (الإنجليزية)
- ماريبل بيردو على موقع قاعدة بيانات الأفلام السويدية (السويدية)
- ماريبل بيردو على موقع إن إن دي بي (الإنجليزية)
- ماريبل بيردو على موقع ديسكوغز (الإنجليزية)